# Joan Dejean
Pour les articles homonymes, voir Dejean.
Joan DeJean [ˈdeɪʒɒn] (4 octobre 1948-2 décembre 2023) est une universitaire américaine, professeur émérite à l'université de Pennsylvanie à Philadelphie (School of Arts & Sciences), et délivre également des cours dans les universités de Princeton et de Yale. 
Elle se concentre sur la littérature et la culture françaises des xviie et xviiie siècles. Elle est spécialiste en études sur les femmes, sur les femmes en littérature, l'histoire de la sexualité et la culture matérielle. C'est l'une des pionnières de la recherche dans ces domaines. 
Son travail sur la mode, celui sur la réception de Sappho et celui sur les origines féminines du roman français sont particulièrement remarqués en raison de leur caractère novateur.

## Biographie
Issue d'une famille francophone, fondée à la suite de l'immigration de l’horloger Charles François Génin, originaire de Mirecourt (France, Vosges), qui épousa le 25 octobre 1825 à Opelousas (États-Unis, Louisiane), Marguerite Gradenigo, Joan DeJean est elle-même née à Opelousas. Elle entreprend ses études supérieures en 1969 à Tulane (Newcomb College) avant de présenter son doctorat à l'université de Yale en 1974.
Elle commence à enseigner à l'université de Pennsylvanie puis à Princeton et à Yale avant de revenir en 1988 à l'université de Pennsylvanie en tant que Trustee Professor of Romance Languages. Joan DeJean est ensuite restée à l'université de Pennsylvanie jusqu'à sa retraite en 2022. 
La transmission est importante pour elle. Elle reçoit en 1977 le Lindback Award for Distinguished Teaching, elle fait régulièrement des dons au Kislak Center for Special Collections, Rare Books and Manuscripts de l'Université de Pennsylvanie, et fonde un projet en rapport avec son dernier livre, Mutinous Women: How French Convicts Became Founding Mothers of the Gulf Coast (2022), qui étudie la vie des prisonnières déportées en 1719 de Paris vers la colonie française de Louisiane : une carte interactive numérisée situe les biographies de ces femmes dans les établissements de la Nouvelle-Orléans.   
Sa famille a créé une page pour recueillir témoignages et hommages.

## Distinctions
Elle obtient de nombreuses récompenses et distinctions. Elle reçoit des bourses (de la National Endowment for the Humanities, 1977–78; de la Morse fellow, Yale University, 1980–81; de la John Simon Guggenheim Memorial Foundation, 1987, de l'American Council of Learned Societies) et a reçu le prix suivant : Aldo and Jeanne Scaglione Prize for French and Francophone Studies, Modern Language Association, 2003, for Reinvention of Obscenity: Sex, Lies, and Tabloids in Early Modern France (The University of Chicago Press, 2002). Le New York Times désigné The Age of Comfort: When Paris Discovered Casual and the Modern Home Began (Bloomsbury, 2009) comme l'un des meilleurs livres d'art et d'architecture de 2009. 

## Travaux de recherche
- The Politics of Tradition: Placing Women in French Literature, co-direction avec Nancy K. Miller, Yale French Studies, n°75, 1989.

- Tender Geographies: Women and the Origins of the Novel in France, Columbia University Press, 1991.

- Displacements: Women, Tradition, Literatures in French, co-direction avec Nancy K. Miller, Johns Hopkins University Press, 1991.

- Fictions of Sappho, 1546–1937, University of Chicago Press (Chicago, IL), 1989, traduit en français par François Lecercle : Les fictions du désir : 1546-1937, Hachette, 1994.

- Ancients Against Moderns: Culture Wars and the Making of a Fin de Siecle, University of Chicago Press, 1997.

- Reinvention of Obscenity: Sex, Lies, and Tabloids in Early Modern France, The University of Chicago Press, 2002.

- Du style: comment les Français ont inventé la haute couture, la grande cuisine, les cafés chic, le raffinement et l'élégance, Grasset, 2006.

- The Age of Comfort: When Paris Discovered Casual and the Modern Home Began,Bloomsbury, 2009.

- How Paris Became Paris: The Invention of the Modern City, Bloomsbury, 2014.

- Literary Fortifications: Rousseau, Laclos, Sade, Princeton Legacy Library, 2016.

- The Queen's Embroiderer: A True Story of Paris, Lovers, Swindlers, and the First Stock Market Crisis, Bloomsbury, 2018.

```
 En s’appuyant sur une large moisson de documents d’archives, Joan DeJean reconstitue l’histoire de deux familles d’artisans parisiens : les Magoulet (famille de brodeurs de la Reine) et les Chevrot (famille d’agents d’administration de la gabelle). La saga se déroule de 1650 jusqu’à l’extinction des lignées à l’approche de la Révolution de 1789.
 Le passage de l’ascension à la chute a lieu vers 1719-1720.
 Marie Louise Magoulet et Louis Chevrot tombent amoureux l’un de l’autre. A la tête de l’état, le Régent accorde ses faveurs au banquier John Law qui promet de restaurer les finances de la France mises à mal par les guerres du défunt roi, Louis XIV. Les patriarches de chacune des deux familles rêvent de gloire et s’opposent de toute leur volonté à l’union des jeunes gens.
 Un engrenage terrible est en place qui va avoir des conséquences dramatiques dont ni la famille Magoulet, ni la famille Chevrot ne se remettra.
```

```
 Joan DeJean livre ici une leçon d’histoire (des décisions royales au quotidien des boutiques), une leçon d’humanité aussi (comment les passions des individus les mènent à leur perte).
```

- The Age of Comfort: When Paris Discovered Casual--and the Modern Home Began, Bloomsbury, 2020.

- Mutinous Women : How French Convicts Became Founding Mothers of the Gulf Coast, Basic Book, New York, 2022.

Dans le The Queen’s Embroiderer,  le lecteur a découvert Marie Louise Magoulet qui, couchée sur la listes des filles « bonnes pour les îles », échappe de peu à ce destin. Dans Mutinous Women, Joan DeJean dévoile le destin de quelque 120 femmes, rejetées par leur famille et leur pays, qui, en 1719, sont embarquées de force sur La Mutine. Dans le monde inconnu qu’elles découvrent, les survivantes montrent leur force de caractère en participant pleinement à la fondation, ex nihilo, de la Nouvelle-Orléans.
Elle a également proposé des éditions et traductions d'autrices françaises de sa période d'étude, et collaboré à des ouvrages majeurs (comme Femmes et Littérature, dir. Martine Reid, Paris, Belin, 2010).